# Helena Wereszycka
Helena Wereszycka (ur. 17 marca 1907 w Krakowie, zm. 22 kwietnia 1995 tamże) – polska historyczka, współtwórczyni „Polskiego Słownika Biograficznego”. 

## Życiorys
Urodziła się w rodzinie Ryszarda Vanička, zawodowego oficera armii austro-węgierskiej z pochodzenia Czecha, a w niepodległej Polsce pułkownika WP, i Heleny z domu Reiman.
Maturę uzyskała w Państwowym Gimnazjum Żeńskim w Krakowie w 1925 r. Ukończyła studia historyczne na Uniwersytecie Jagiellońskim pod kierunkiem prof. Władysława Konopczyńskiego inicjatora „Polskiego Słownika Biograficznego” (PSB). W 1932 r. obroniła doktorat z filozofii na podstawie rozprawy Książę Adam Kazimierz Czartoryski – generał ziem podolskich 1734–1782. Jeszcze jako studentka (w 1929 r.) została zaangażowana do rozpoczynających się właśnie prac nad PSB. W kwietniu 1933 r. podjęła pracę w Polskiej Akademii Umiejętności, a w marcu 1934 r. w redakcji PSB.
W czasie II wojny światowej pracowała w biurze Monopolu Tytoniowego w Czyżynach i w firmach prywatnych w Krakowie.
Po przerwie w działalności PAU związanej z okupacją niemiecką, w 1947 r. została członkiem Komisji Historycznej PAU. W roku tym wyszła również za mąż za historyka Henryka Wereszyckiego. Po przejęciu PAU przez PAN została w 1953 r. kierownikiem Działu Biograficznego w Zakładzie Dokumentacji Instytutu Historycznego PAN w Krakowie. W 1958 r., gdy wznowiono wydawanie PSB po przerwie w okresie stalinowskim, została sekretarzem redakcji, a w 1976 r. zastępcą redaktora naczelnego. W 1978 r. przeszła na emeryturę.
PSB był jej życiową pasją. Jej kilkudziesięcioletnia praca redakcyjna nad stylem i stroną merytoryczną ok. 15 tysięcy życiorysów powstałych w okresie jej pracy nad słownikiem przyczyniła się do wysokiego poziomu tego fundamentalnego dzieła polskiej historiografii, a pracami nad nim interesowała się również po przejściu na emeryturę. 
Jako autorka haseł współpracowała także z Österreichisches Biographisches Lexikon oraz z Wielką Encyklopedią Powszechną PWN.
Krakowskie mieszkanie Heleny i Henryka Wereszyckich było miejscem spotkań historyków i intelektualistów, których poglądy nie były akceptowane przez władze PRL. W spotkaniach tych brali udział m.in. Karol Wojtyła, członkowie KOR, studenci i przyjaciele związani ze środowiskami opozycyjnymi.
Zmarł w Krakowie, pochowany na cmentarzu Rakowickim (kwatera XIIIA-18-23).

## Ordery i odznaczenia
- Krzyż Kawalerski Orderu Odrodzenia Polski (1972)[1]
- Medal Pamiątkowy z okazji 25-lecia Instytutu Historii PAN[1]